# Johannes de Thurocz
Johannes de Thurocz (Thuróczy János en hongrois, Ján z Turca ou Ján de Turocz en slovaque, transcription variante de l'époque : de Thwrocz) (né vers 1435 - 1488-89), est un aristocrate hongrois, auteur de la Chronique des Hongrois (Chronica Hungarorum), la principale source historique sur la Hongrie du XVe siècle, et la première chronique de Hongrie composée par un profane. 

## Biographie
Les parents de Johannes tirent leur nom du comitat de Turóc (anciennement « Thurocz »), en Haute-Hongrie (actuelle région de Turiec en Slovaquie). Ils appartenaient à une famille d'hommes libres dont le nom est mentionné dès le début du XIIIe siècle (dans le village de Nádasér). András Nádaséri (André de Nadaser), un oncle de Johannes, avait reçu du roi Sigismond de Hongrie une terre à Pýr et Peter, son père, en hérita.
Thurocz fut éduqué au monastère des Prémontrés de Ság (Ipolyság), où il étudia le latin et le droit. En 1465, on le retrouve à Buda, comme procurateur du monastère des Prémontrés de Ság. De 1467 à 1475, il est greffier du juge provincial Ladislas de Pavlovce, et de 1476 à 1486, premier greffier du juge provincial Étienne Báthory près la cour. Enfin de 1486 à 1488, il est premier greffier et juge auprès du chancelier Thomas Drági. On n'a retrouvé aucune trace d'études universitaires, et il est possible que le titre de « magister » qui accompagne son nom dans les diplômes n'était qu’un titre de courtoisie, marquant sa qualité de haut fonctionnaire ou de personnage officiel.

## La Chronique de Thurocz

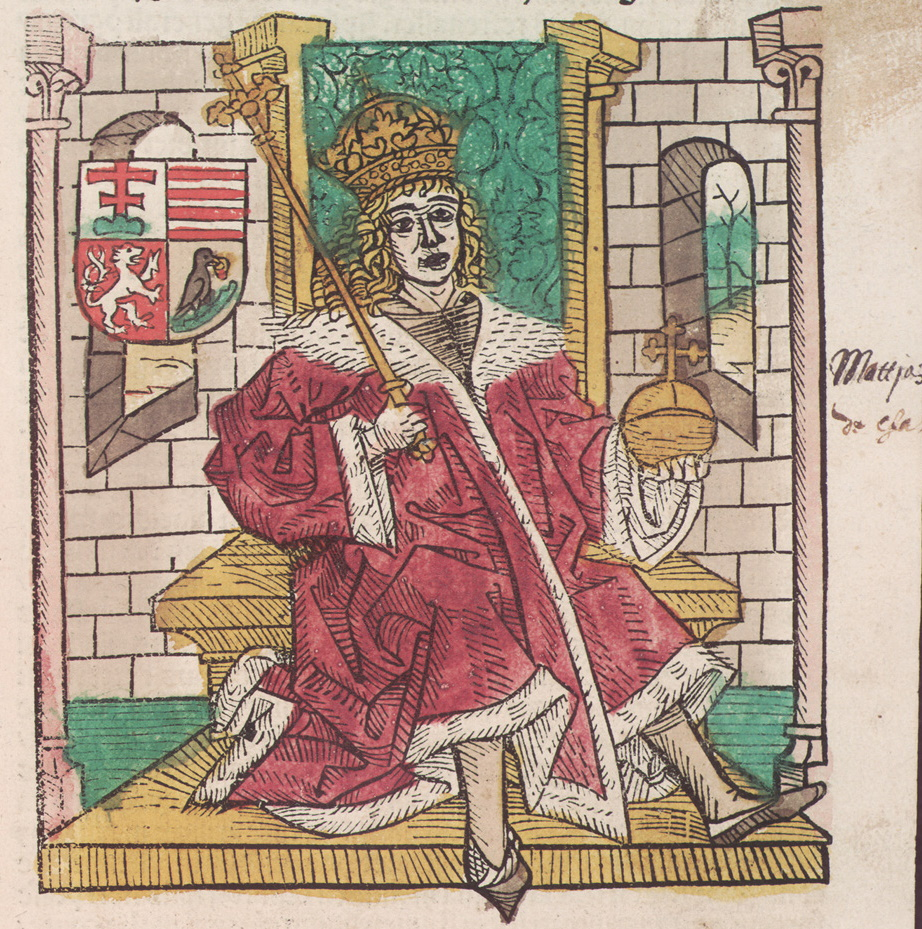
Effigie de Matthias Corvin dans la Chronica Hungarorum de Johannes de Thurocz.

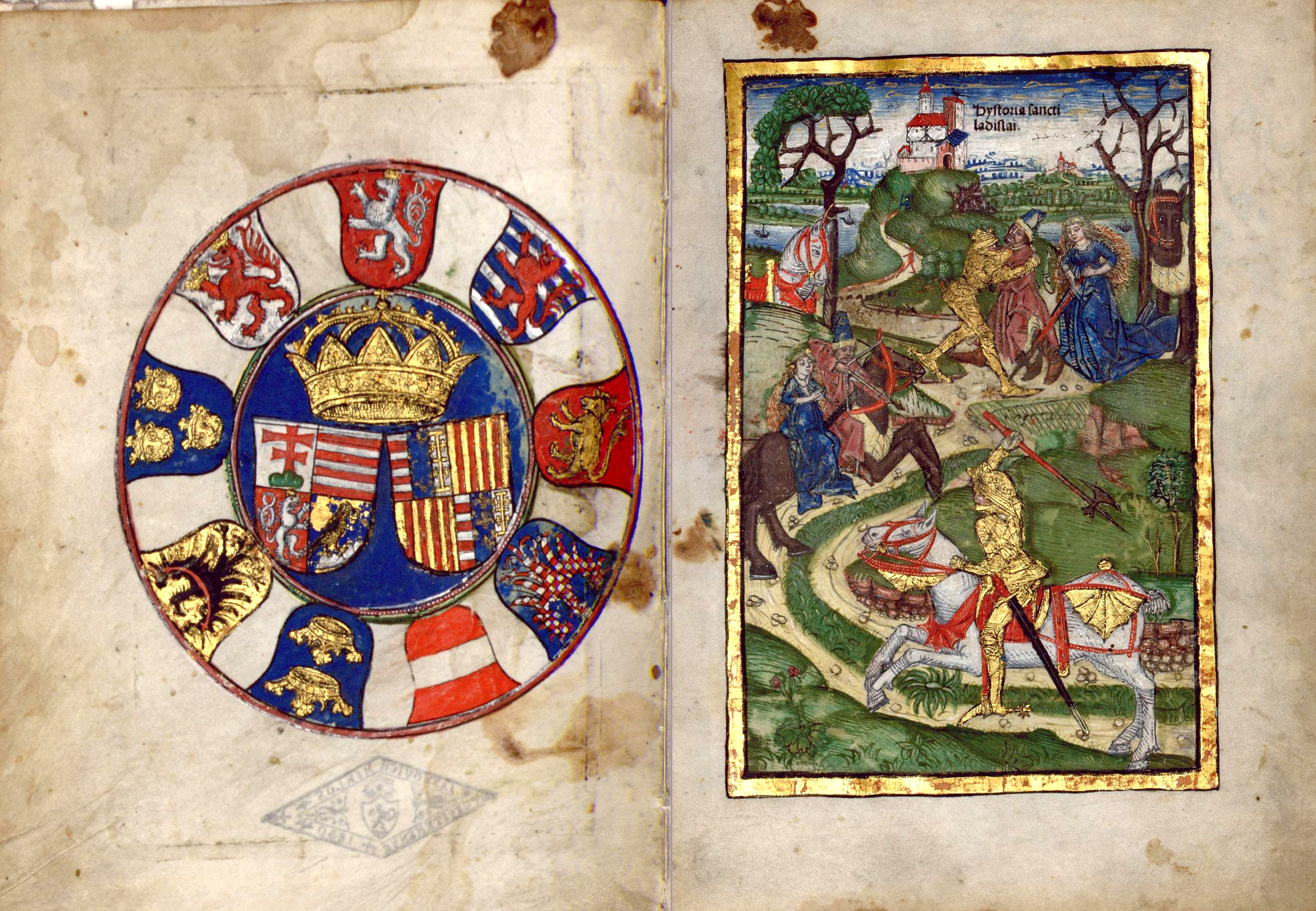
Frontispice de la chronique de Thurocz.

Cette chronique comprend trois parties :
- La première est l’interprétation que fait Thurocz d'un poème de Lorenzo de Monacis de Venise. Elle a trait au règne du roi Charles II de Hongrie, et fut probablement rédigée à la demande d’Étienne de Haserhag (chancelier de la cour), ou peut-être du juge provincial Thomas Drági. Dans le manuscrit, cette partie est rattachée au cahier (3) de la 2e partie ci-dessous.
- La seconde partie fut composée en 1486. Elle décrit les hauts-faits des rois de Hongrie jusqu'à l'époque de Louis Ier. Cette partie comporte à son tour trois sous-sections :
  1. la chronique dite « des Huns », qui s'appuie sur les anciennes chroniques hongroises (Chronicon Pictum, Chronique de Buda) et les manuscrits disponibles à l’époque, où Thurocz tente de corriger les erreurs de ses prédécesseurs;
  2. une interpretation de l'histoire du royaume de Hongrie de 895 (arrivée des Magyars) jusqu'au règne du roi Charles Ier de Hongrie (1307-42);
  3. une histoire d'une partie du règne de Louis Ier dit « le Grand » (1342-82), tirée d'une chronique écrite par Ján de Šarišské Sokolovce.
- La 3e partie décrit les événements survenus depuis la mort du roi Charles II dit « le Petit » (mort en 1386) jusqu'à la prise de Vienne et de Wiener Neustadt par Matthias Corvin en août 1487 ; cette partie, probablement composée au début de 1487, peut être regardée comme la contribution originale de Thurocz. Elle lui a été inspirée par le célèbre dictionnaire historico-géographique intitulé Cosmographia de Aeneas Silvius Piccolomini et recycle largement le contenu de diplômes et de lettres qu'on a conservés. Cependant, les informations puisées dans la Cosmographia paraissent avoir été tronquées avec un net parti-pris.

Du propre aveu de l’auteur dans sa lettre de dédicace, Johannes de Turocz ne caressait aucunement l'ambition d'être historien. Sa chronique, du reste, comporte beaucoup d’erreurs et passe sous silence plusieurs événements significatifs. À côté de sources fiables, cette œuvre se nourrit abondamment de la tradition orale, du folklore, et fait fréquemment référence aux mirabilia.  
Le destin et la chance, dans la vision historique de Thurocz, jouent un rôle considérable : comme la plupart de ses contemporains, il était convaincu de l'existence de correspondances entre la fortune des hommes (le microcosme), les événements historiques et le mouvement des astres (le macrocosme). 
Thurocz explique beaucoup de décisions des princes par la notion de devoir moral. Il décrit avec une grande attention les sentiments qu'il prête à ses personnages historiques, avec une tendance évidente à idéaliser les héros hongrois comme Attila et Matthias Corvin, et à rabaisser le rôle des reines.

## Premières éditions de la chronique
Les premières éditions de la Chronica Hungarorum de Johannes de Thurocz ont été publiées en 1488 à Brno (Moravie) et à Augsbourg. De nouvelles éditions suivirent aux siècles suivants, parmi lesquelles celles de Francfort-sur-le-Main, de Vienne, de Nagyszombat et de Buda.
- L’édition de Brno, publiée le 20 mars 1488, fut imprimée par Conrad Stahel et Matthias Preinlein. Il en subsiste une copie à la bibliothèque du monastère Brâncoveanu en Roumanie, une autre à la bibliothèque de l’Université de Graz en Autriche, et une troisième à Brașov, en Roumanie (Parohia evanghelică C. A. Biserica Neagră 1251-52).
- L'édition d’Augsbourg (Augusta Vindelicorum), datée du 3 juin 1488, fut imprimée par le célèbre Erhard Ratdolt (qui réalisa le premier tirage des éléments d'Euclide en 1482) pour le compte d’un bourgeois de Buda, Theobald Feger.
- Le « manuscrit allemand de 1490 », dont une copie est conservée à Heidelberg (Cod. Pal. germ. 156) et l’autre à la Houghton Library de Cambridge (Massachusetts) (Ms. Ger. 43 [naguère Nikolsburg, Fürstl. Dietrichsteinsche Bibl., Cod. II 138]).